# Cyclophora strabonaria
Cyclophora strabonaria là một loài bướm đêm trong họ Geometridae.